# Pulau Molana
Pulau Molana är en ö i Indonesien.   Den ligger i provinsen Moluckerna, i den östra delen av landet, 2 400 km öster om huvudstaden Jakarta. Arean är 2,0 kvadratkilometer.
Terrängen på Pulau Molana är lite kuperad. Öns högsta punkt är 144 meter över havet. Den sträcker sig 3,4 kilometer i nord-sydlig riktning, och 1,2 kilometer i öst-västlig riktning.